# Fortitudo Bologne
Pour les articles homonymes, voir Bologne (homonymie).
La Fortitudo Pallacanestro Bologna est un club italien de basket-ball, évoluant en Serie A2, soit le deuxième plus haut niveau du championnat italien. Il s'agit de l’une des 2 équipes professionnelles de la ville de Bologne.

## Historique
Fortitudo désignait le courage des chevaliers. La devise accomplie d'un parfait chevalier était : « Fortitudo et sapientia ».
Le club est retrogradé en Serie A2, la deuxième division, à l'issue de la saison 2021-2022.

## Noms successifs
- ????-???? : Yoga
- 1988-1990 : Arimo
- 1990-1991 : Aprimatic
- 1991-1993 : Mangiaebevi
- 1993 : Fortitudo
- 1993-1995 : Filodoro
- 1995-1999 : Teamsystem
- 1999-2001 : Paf
- 2001-2004 : Skipper
- 2004-2007 : Climamio
- 2007-2008 : Upim
- 2008 : Fortitudo
- depuis 2008 : GMAC

## Palmarès
International
- Finaliste de l’Euroligue : 2004

National
- Champion d’Italie : 2000, 2005
- Vainqueur de la Coupe d’Italie : 1998
- Vainqueur de la Supercoupe d’Italie : 1998

## Entraîneurs successifs
- 2008 :  Dragan Šakota
- 2021- :  Jasmin Repeša

## Joueurs célèbres ou marquants
| - Kieron Achara - Luboš Bartoň - Gianluca Basile (Cap.) - Yakhouba Diawara - Aleksandar Đorđević - Leon Douglas - / Vasco Evtimov | - Gregor Fucka - Giacomo Galanda - Arturas Karnisovas - Davor Marcelić - Hanno Möttölä - Carlton Myers (Cap.) - Lázaros Papadópoulos | - David Rivers - Edoardo Rusconi - Zoran Savić - Uroš Slokar - D.J. Strawberry - Travis Watson - Dominique Wilkins |